# Andrea Benetti (artista)
Andrea Benetti es un pintor italiano, autor del Manifiesto de la pintura neorrupestre presentado en 2009, en la 53.ª Bienal de Venecia, en la Universidad Ca 'Foscari.

## Biografía
Andrea Benetti es un pintor italiano, fotógrafo y diseñador, nacidos en Bologna en 1964. En 2006 creó el Manifiesto de la pintura neo-rupestre, el cual  presente en el 53.º Venice Biennale de Arte en 2009.

Su arte se inspira en una referencia directa e indirecta a las primeras formas de arte prehistórico. De las obras rupestres, Benetti ha tomado prestadas las características estilísticas desde un punto de vista creativo, creando sus obras llenas de motivos estilizados zoomorfos y antropomorfos, formas geométricas y formas abstractas, enfatizadas por el uso de pigmentos vegetales y por técnicas como los bajorrelieves y el graffiti, casi para crear un puente ético y filosófico entre la prehistoria y la contemporaneidad.

Sus obras están presentes en museos y colecciones institucionales nacionales y extranjeros (como las de las Naciones Unidas, el Vaticano y el Quirinal - Presidencia de la República Italiana). 

Entre sus exposiciones más recientes se encuentran "Colores y sonidos de los orígenes" (Bolonia, Palazzo D'Accursio, 2013), "VR60768 - figura antropomorfa" (Roma, Cámara de Diputados, 2015), "Pater Luminum" (Gallipoli, Museum Civico , 2017) y "Rostros contra la violencia" (Bolonia, Palazzo D'Accursio, 2017). En 2020, el artista recibió el premio "Nettuno d'Oro" de la ciudad de Bolonia.

## Museos y colecciones
Museos privados e institucionales y fondos de arte, los cuales han adquirido los trabajos de Andrea Benetti

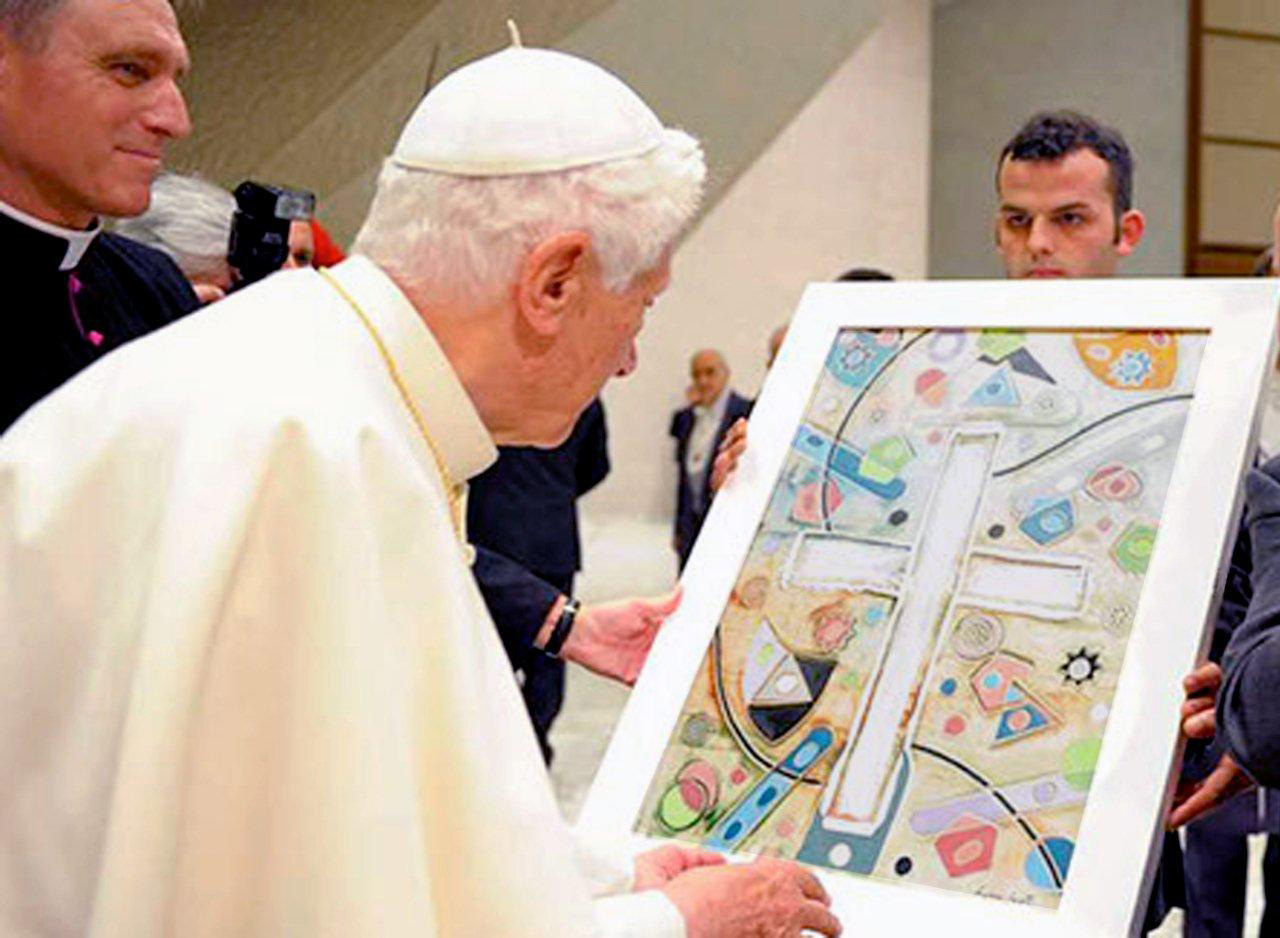
Vaticano, 28/11/12 - El Papa Benedicto XVI recibe la obra de Benetti “Homenaje a Karol Wojtyla”.

- Colección de Arte de las [[Naciones Unidas]] (Nueva York, Estados Unidos)[2]
- Colección de Arte del Vaticano (Città del Vaticano)[2]
- MACIA - Museo de Arte Contemporáneo Italiano en América (San José – Costa Rica)[9]
- Colección de Arte Quirinal ∙ Presidencia Italiana de la República ∙ (Roma - Italia)[2]
- Palazzo Montecitorio ∙ Parlamento italiano ∙ Cámara de Diputados (Roma - Italia)
- Colección de Arte de la Universidad de [[Ferrara]] (Ferrara - Italia)[10]
- Colección de arte de la Universidad de Bari (Bari - Italia)
- Mambo ∙ Museo de Arte Moderno de Bolonia (Bolonia - Italia)[11]
- Museion ∙ Museo de Arte Moderno y Contemporáneo de Bolzano (Bolzano - Italia)[12]
- CAMeC - Camec ∙ Centro de Arte Moderno y Contemporáneo - (La Spezia - Itaia)[13]
- Museo F. P. Michetti (Francavilla al Mare - Italia)[14]
- Museo de Arte Contemporáneo Osvaldo Licini (Ascoli Piceno - Italia)[15]
- Colección de arte del municipio de Lecce (Lecce - Italia)[16]

## Premios y participaciones
- Participación en la LIII Bienal de Venecia para la presentación del "Manifiesto de Arte Neo-Rupestre", 2009[17][18][19]
- Premio LXI "Michetti" - 2010[20][21][22]
- Premio Internacional "Excellence" - 2014[23][24]
- Premio "Nettuno d'Oro" - 2020[25][26]

## Bibliografía

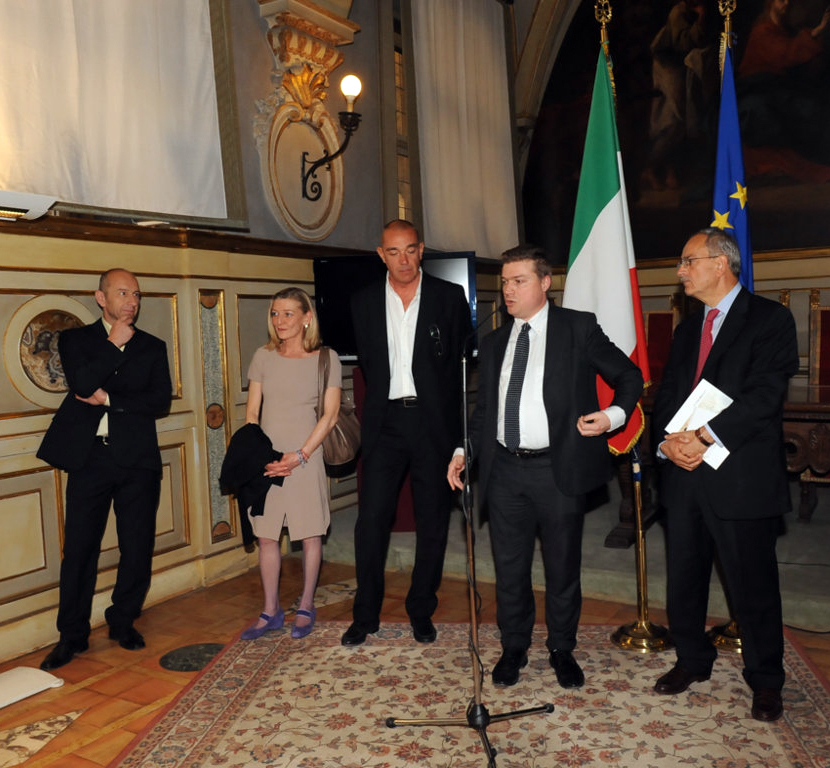
El prof. Marco Peresani, la prof. Silvia Grandi y Andrea Benetti en la exposición de Benetti "VR60768 - figura antropomórfica", instalada en la Cámara de Diputados.

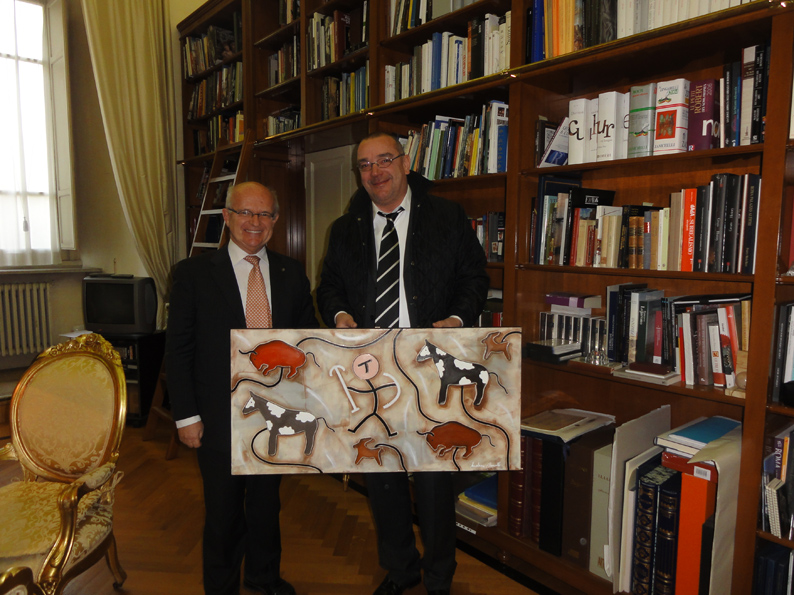
Roma, 9 de marzo de 2012 - Quirinale, Presidencia de la República Italiana - Andrea Benetti entrega la obra para su adquisición en la Colección de Arte Quirinale, al profesor Louis Godart a cargo de Patrimonio Artístico.